# فروتشتدت
فروتشتدت (به آلمانی: Fröttstädt) یک منطقهٔ مسکونی در آلمان است که در Hörsel واقع شده‌است. فروتشتدت ۴۰۸ نفر جمعیت دارد.